# Chroicocephalus serranus
Il gabbiano delle Ande (Chroicocephalus serranus, Tschudi 1844) è un uccello della famiglia dei Laridi.

## Sistematica
Chroicocephalus serranus non ha sottospecie, è monotipico.

## Distribuzione e habitat
Questo gabbiano vive lungo la Cordigliera delle Ande, dalla Colombia al Cile e all'Argentina.